# The Observer
The Observer ist eine britische Sonntagszeitung, deren erste Ausgabe am 4. Dezember 1791 erschien. The Observer war somit die erste Sonntagszeitung weltweit. Die Zeitung ist linksliberal ausgerichtet. Der Hauptsitz befindet sich im Londoner Stadtteil Kings Cross.
Am 4. Dezember 1791 gab der Journalist W.S. Bourne die erste Ausgabe des Observer heraus. 1814 verkaufte der Bruder von Bourne die Zeitung an William Innell Clement. Nach dem Tod von Clement im Jahre 1852 veräußerte seine Witwe die Zeitung an Joseph Snowe. Im Jahre 1870 erwarb der Unternehmer Julius Beer die Zeitung und stellte den Journalisten Edward Dicey als Chefredakteur ein. Ab 1880 nach dem Tode Julius Beer führte sein Sohn Frederick Beer die Zeitung weiter, wobei seine Mutter Rachel Beer die Redaktion leitete.
1911 kaufte William Waldorf Astor (1848–1919) The Observer vom Verleger Alfred Harmsworth, 1. Viscount Northcliffe. The Observer änderte seine Ausrichtung 1942, als er sich für unparteiisch erklärte, was damals ungewöhnlich war. Bis dahin war er 34 Jahre lang unter J. L. Garvin ein konservatives Blatt gewesen.
Nach dem Tod William Waldorf Astors erbte sein Sohn Waldorf Astor das Blatt und vermachte es seinerseits 1948 seinen Söhnen, von denen David Astor (1912–2001) es 27 Jahre lang leitete. 1977 verkauften die Astors die angeschlagene Zeitung für 1 US-Dollar an den US-Ölkonzern Atlantic Richfield Company, der sie wiederum an Lonrho (Tiny Rowland) weiterverkaufte.
Seit Juni 1993 gehört sie zur Guardian Media Group.
Die verkaufte Auflage des Observers sank von 408.000 Exemplaren im ersten Halbjahr 2003 auf 182.000 Exemplare im zweiten Halbjahr 2016, ein Minus von 55,4 Prozent. Im April 2019 betrug die verkaufte Auflage 159.770 Exemplare, womit der Observer hinter den beiden anderen überregionalen Sonntagszeitungen The Sunday Telegraph (262.780 Exemplare) und The Sunday Times (707.600 Exemplare) lag.

## Chefredakteure
- W. S. Bourne & W. H. Bourne (1791–1807)
- Lewis Doxat (1807–1857)
- Joseph Snowe (1857–1870)
- Edward Dicey (1870–1889)
- Henry Duff Traill (1889–1891)
- Rachel Beer (1891–1904)
- Austin Harrison (1904–1908)
- James Louis Garvin (1908–1942)
- Ivor Brown (1942–1948)
- David Astor (1948–1975)
- Donald Trelford (1975–1993)
- Jonathan Fenby (1993–1995)
- Andrew Jaspan (1995–1996)
- Will Hutton (1996–1998)
- Roger Alton (1998–2007)
- John Mulholland (2008–2018)
- Paul Webster (seit 2018)